# 莱比肖峭
莱比肖峭（学名：Tetragnatha nepiformis），又名臺灣長腳蛛，为肖峭科肖峭属的动物。分布于台湾岛等地。